# Come lo sai
Come lo sai (How Do You Know), è un film del 2010 scritto e diretto da James L. Brooks con Reese Witherspoon, Paul Rudd, Owen Wilson e Jack Nicholson, in quello che ad oggi è il suo ultimo film.

## Trama
La giovane Lisa Jorgenson, giocatrice di softball, fa parte da dodici anni della squadra nazionale femminile. Ogni giorno controlla il sito web della squadra in cerca delle convocazioni per la stagione successiva, ma un giorno scopre di essere stata sostituita da una nuova giocatrice.
Così Lisa, la cui vita ruotava completamente attorno al mondo del softball, cerca di voltare pagina iniziando dal conoscere persone nuove. Il primo è Matty Reynolds, piacente giocatore di baseball che non si lascia sfuggire una ragazza. Poi grazie a Riva, sua ex compagna di squadra, viene contattata da George Madison, un affascinante manager in carriera.
George, come lei d'altronde, sta affrontando un brutto periodo, essendo oggetto di un'indagine federale per frode; il primo appuntamento però si risolve in un vero disastro.
Col passare del tempo il rapporto di Lisa con Matty si stringe finché il ragazzo non le propone di trasferirsi da lui, e lei accetta. La loro storia procede tra alti e bassi, fino a quando Matty fa una scenata alla ragazza per aver fatto entrare in casa un estraneo senza consultarlo. Lisa non ci pensa su e decide di andarsene. Con i bagagli in mezzo alla strada pensa al da farsi, in quanto il suo appartamento è ancora subaffittato, e George le propone di trasferirsi da lui, ma dopo mezza giornata insieme e diversi cocktails arriva una telefonata di Matty, e Lisa torna da lui.
Durante una trasferta di Matty, Lisa trascorre la serata insieme a George quando una telefonata lo avverte del parto della segretaria, così i due vanno in ospedale ed assistono alla proposta di matrimonio tra i neo-genitori.
Al suo ritorno, Matty organizza una festa di compleanno a Lisa, invitando anche George. George scopre che la causa dei suoi guai giudiziari è il padre che aveva falsificato documenti per suo conto. George si sente tormentato da una sua possibile condanna e da quella del padre. Così, prima della festa, George va dal padre e gli dice che lui farà la galera al posto suo se Lisa lo rifiuterà. Matty chiede in privato a Lisa di sposarlo offrendole un orologio costoso; la ragazza se lo mette, ma non sembra decisa ad accettare. George va alla festa e parla con Lisa, alla quale dice che se vuole stare con lui, l'aspetterà fuori, vicino alla fermata dell'autobus. Lisa lascia Matty e finalmente bacia George. Il padre di George vedendo il bacio è contento per il figlio... ma poi ci ripensa sapendo che deve andare in galera.